# Genealogia

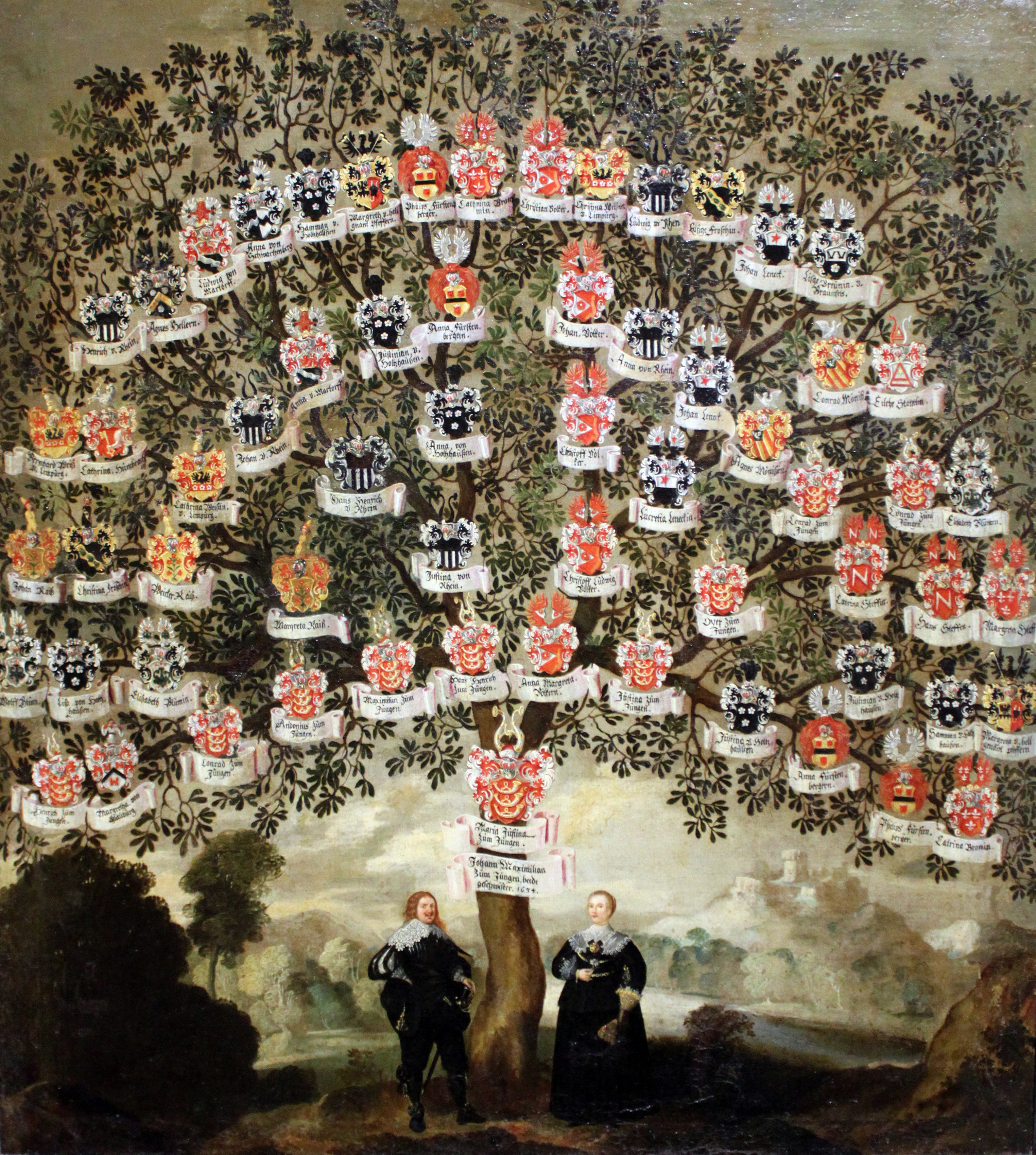
Árvore genealógica de Maria Justina e seu irmão Johann Maximilian zum Jüngen, patrícios de Frankfurt

Genealogia (em grego:  γενεαλογία, composto de γενεά- "genea-", origem, nascimento, e -λογία "-logia", estudo, conhecimento) é uma ciência auxiliar da História que estuda a origem, a evolução e a dispersão das famílias, assim como dos seus respectivos nomes, sobrenomes ou apelidos, e as suas estirpes (linhagens) para traçar um mapa das ligações biológicas e de afinidade entre diferentes indivíduos e gerações. Os genealogistas usam registros históricos, entrevistas orais, análise genética e fontes secundárias para construir árvores genealógicas, tratando das ligações de parentesco tanto em sentido vertical (dos ancestrais para os descendentes ou vice-versa) quanto em sentido horizontal (dos irmãos e primos entre si).
Em tempos passados era praticada exclusivamente pela elite, declarando parentescos a fim de consolidar o prestígio das famílias e legitimar suas pretensões ao poder, mas não havia preocupação em provar as ligações documentalmente ou preservar uma memória familiar no sentido moderno, em geral misturando indiscriminadamente mitos, lendas e fatos. A partir de fins do século XVII, passou a ser investigada de maneira científica, mas manipulações ideológicas persistem até hoje. A genealogia tem associações profundas com uma ampla variedade de políticas e ideologias raciais, sociais, culturais e nacionalistas, e é um elemento fundamental na estruturação, coesão e funcionamento das sociedades.
Sua relevância em múltiplos níveis justifica a vasta bibliografia existente sobre o tema. Uma pesquisa genealógica consistente, em particular quando vai remontando a séculos recuados, está além da capacidade dos leigos, exigindo conhecimento em diversas disciplinas especializadas, como a paleografia, diplomática, sociologia, história, filologia, onomástica e outras, além de trabalhar numa metodologia científica. Contudo, na contemporaneidade a pesquisa genealógica se tornou uma atividade extremamente popular, que tem provocado um impacto importante nas formas de entendimento do passado e das origens pela população em geral, fenômeno que tem atraído a atenção dos especialistas pelos problemas que a atividade leiga desencadeia no sentido de uma divulgação acrítica da história e de informações que muitas vezes são falsas ou distorcidas.

## Definição e objetivos

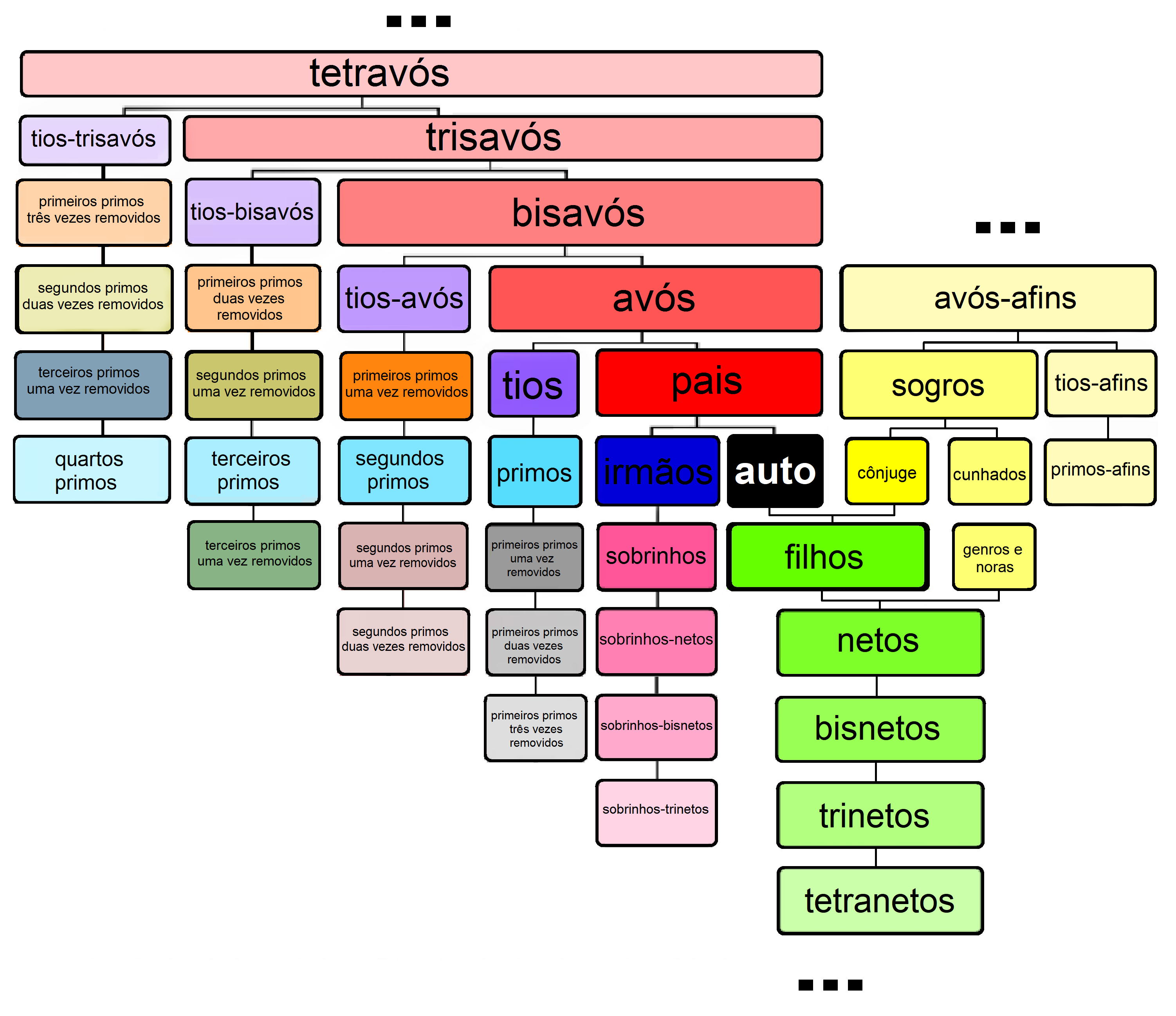
Árvore genealógica com os graus de parentesco.

A genealogia se ocupa da identificação da ligação biológica entre diferentes indivíduos e da reconstituição da sequência ordenada de gerações dentro de um grupo familiar, buscando determinar as origens, a rede de parentescos e a evolução cronológica da família. Numa perspectiva mais abrangente, onde se associa à prosopografia, à história, às ciências humanas e sociais, procura reconstituir o perfil e a história política, econômica e cultural da família e seus integrantes, suas associações com outros grupos e seu papel na sociedade. No âmbito da história, a genealogia está centrada no estudo das famílias, dando subsídios para e sendo subsidiada por outras ciências, como a sociologia, a economia, a história da arte, a genética, a medicina ou o direito.
O terno também é empregado em outras áreas de estudo significando a pesquisa das origens, ligações e desdobramentos de determinada ciência, corrente, ideologia, ideia, moda ou tendência, de outros seres vivos, ou mesmo de objetos e invenções, como por exemplo a genealogia da moral, a genealogia da matemática, a genealogia da filosofia de Kant, a genealogia do cão doméstico, a genealogia do violino.

## Fontes e dificuldades

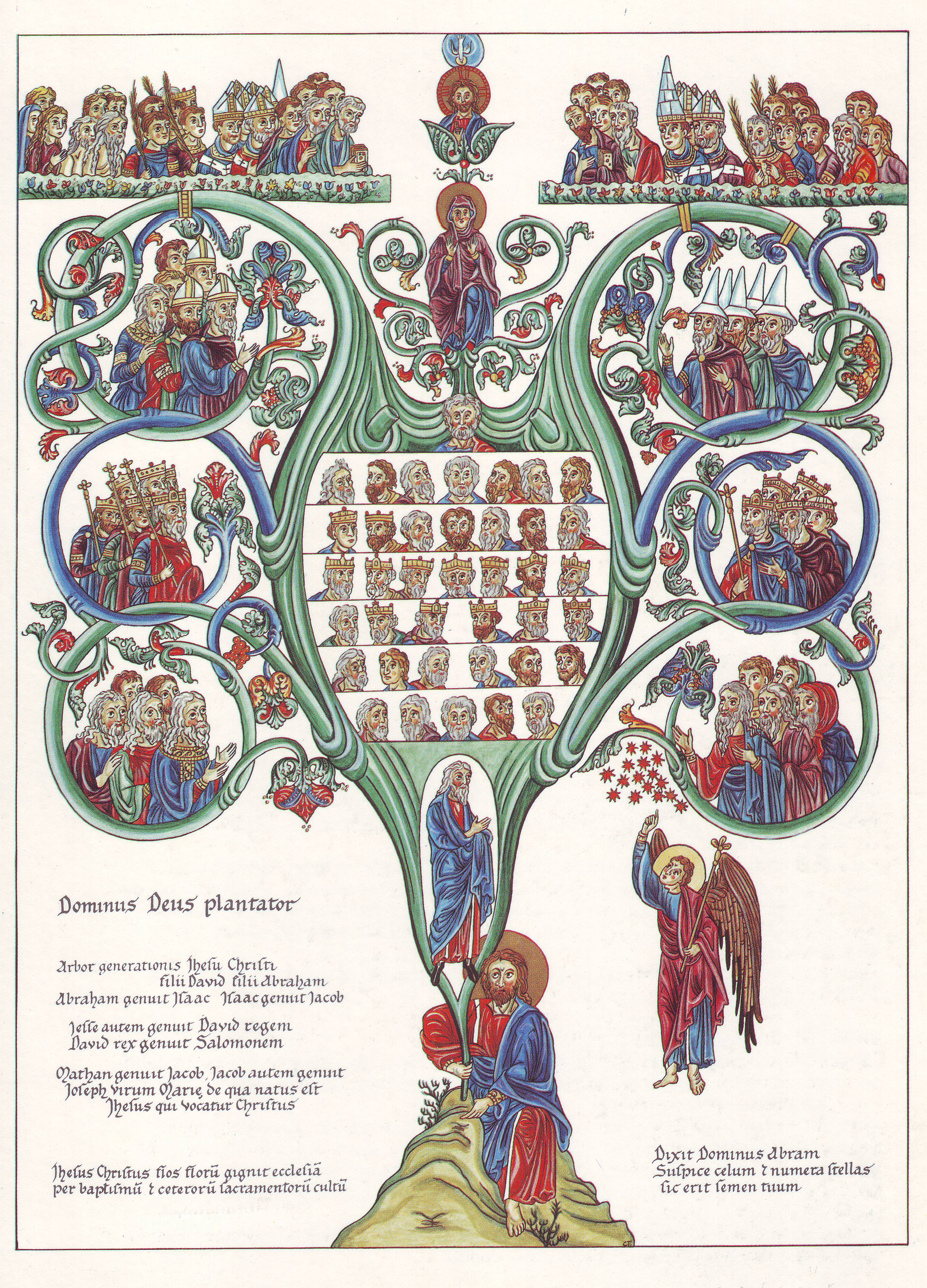
Árvore genealógica de Jesus, iluminura no Hortus Deliciarum.

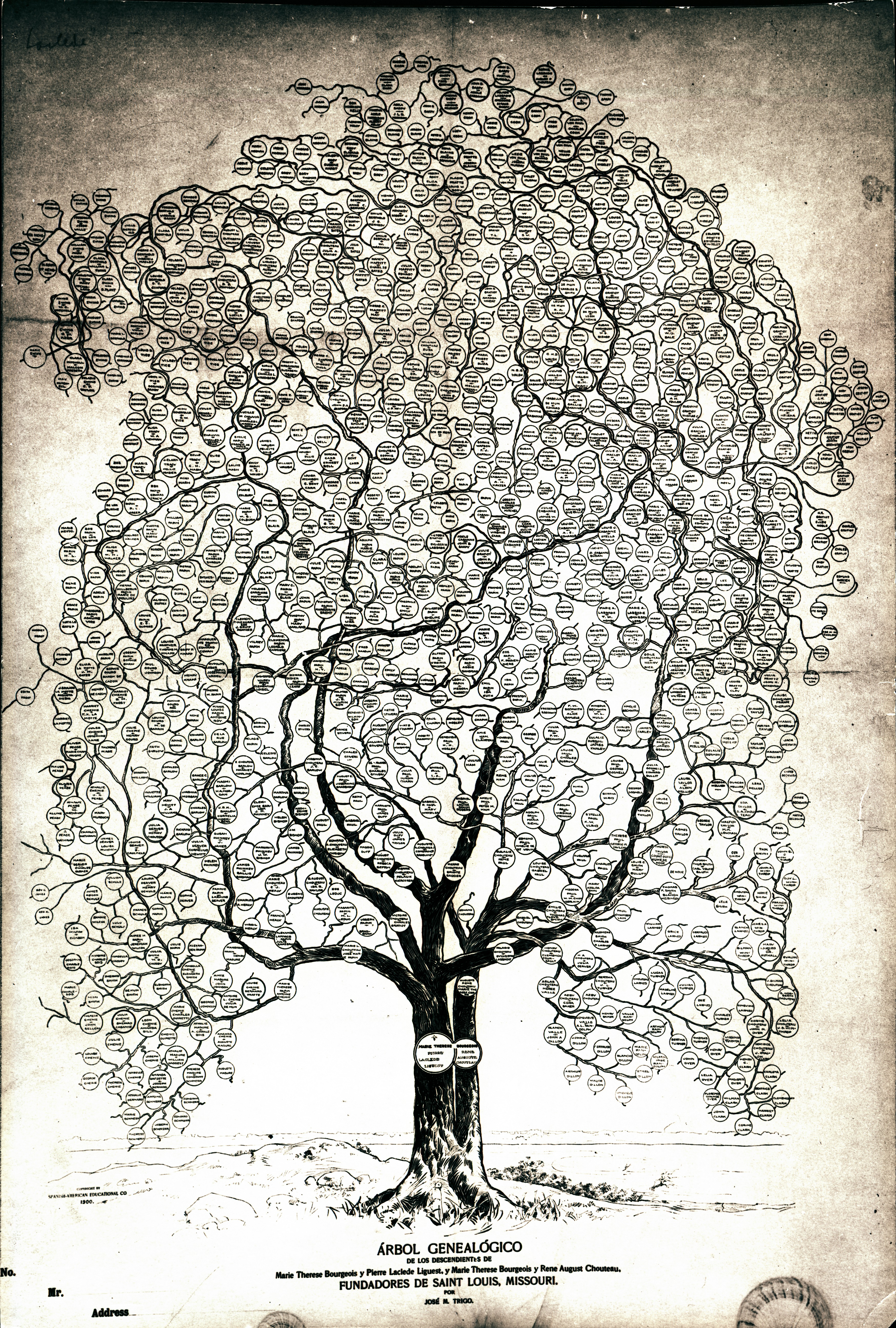
Árvore genealógica da família Chouteau

## Política e sociedade

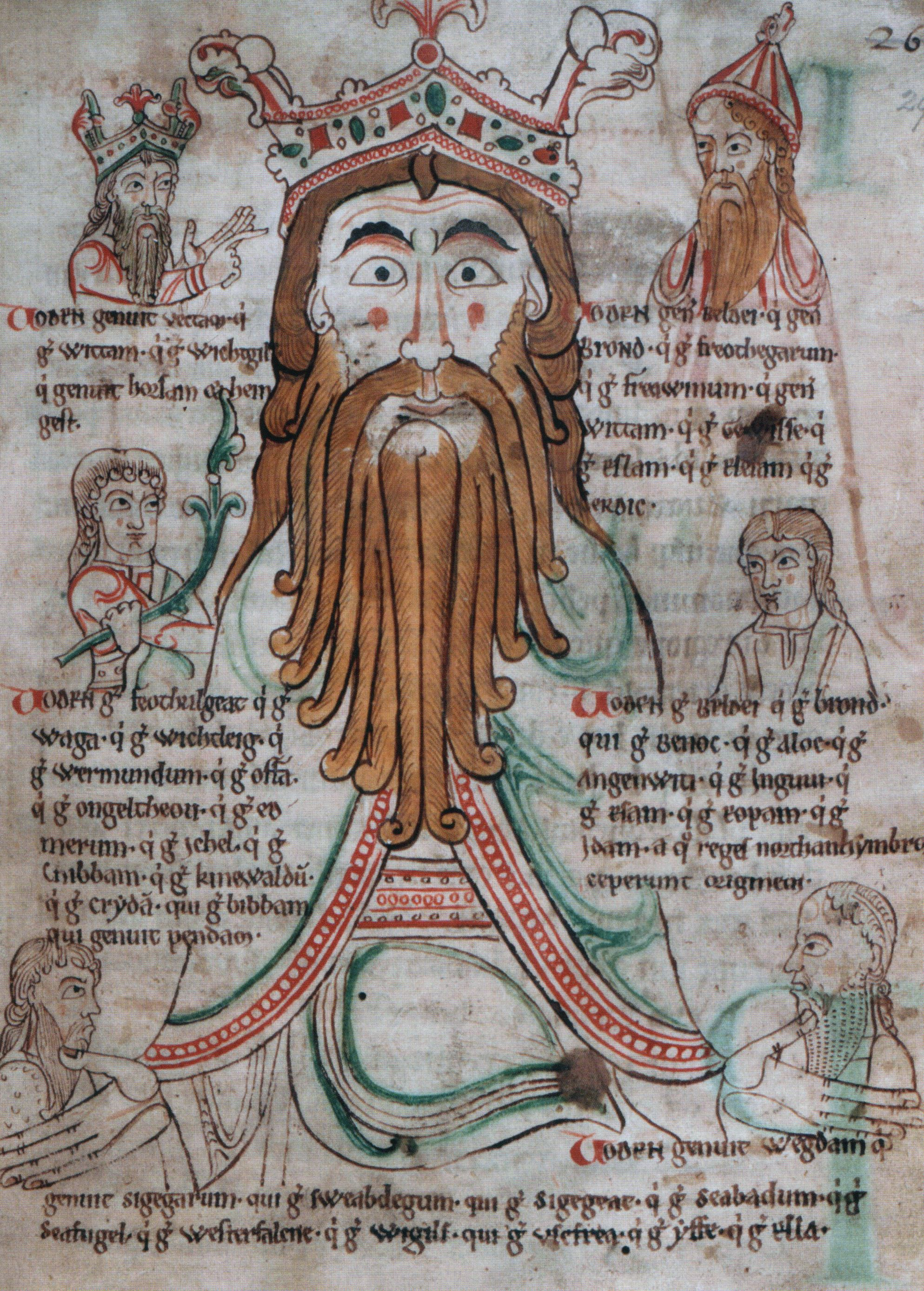
Iluminura representando o deus Odin e seus filhos, um frequente ponto de partida das antigas genealogias das casas reais nórdicas.

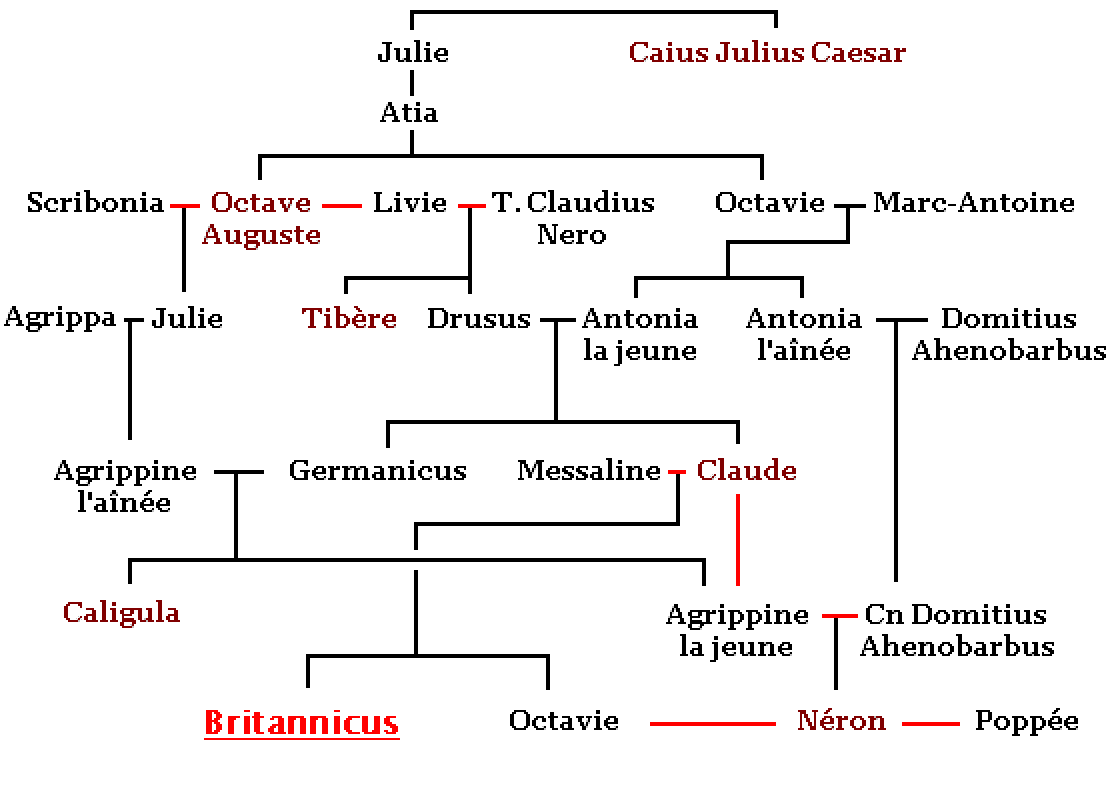
Uma representação contemporânea da genealogia da dinastia Júlio-Claudiana.

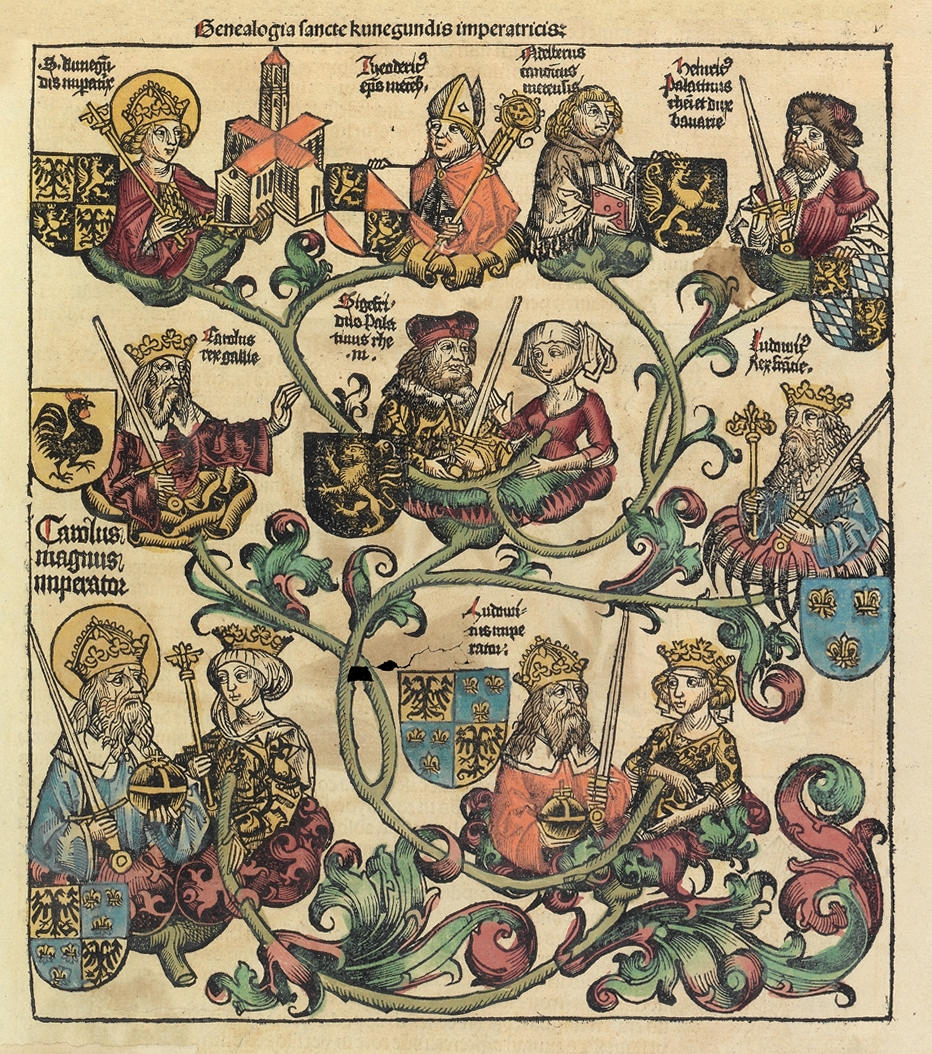
Árvore genealógica descendente de Carlos Magno e Hildegarda de Vinzgouw. Pesquisas recentes indicam que Carlos Magno é um dos ancestrais de todas as pessoas vivas que têm sangue europeu, e é um dos casos em que foram descobertos caminhos plausíveis que levam seus antepassados até a Antiguidade.

## Descendência da Antiguidade

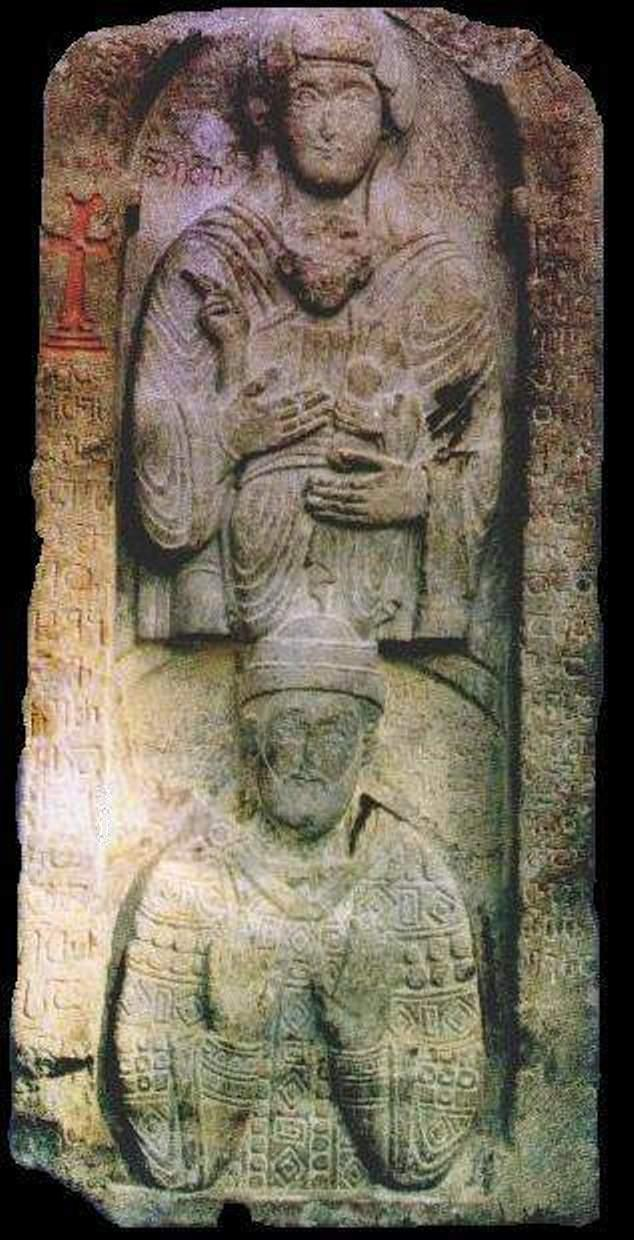
Relevo de Davi III de Tao (c. 930 – c. 1000), um antigo dinasta Bragratiônida.